# Artibeus gnomus
Artibeus gnomus är en däggdjursart som först beskrevs av den amerikanske zoologen Charles Overton Handley, Jr. 1987. Arten ingår i släktet Artibeus, och fladdermusfamiljen bladnäsor. Populationen infogades en längre tid i Artibeus pumilo som i sin tur är ett synonym till Artibeus glaucus. Arten tillhör undersläktet Dermanura (Simmons 2005) som enligt en studie från 2009 ska godkännas som släkte.

## Utbredning
Arten finns i Sydamerika och har rapporterats i Bolivia, Brasilien, Colombia, Ecuador, Franska Guyana, Guyana, Peru, Surinam och Venezuela. I Brasilien har arten påträffats på upp till 800 meter över havet i Mato Grosso-området.

## Utseende
Tillsammans med Artibeus anderseni, är det den minsta arten i släktet. Den når en kroppslängd av 44 till 55 mm, saknar svans, har 34 till 38 mm långa underarmar och väger 8 till 13 g. Bakfötterna är 9 till 10 mm långa och öronen är 14 till 19 mm stora. Håren i ovansidans päls är ljusa nära roten, ljusgråa till mörkgråa i mitten och ljusbruna vid spetsen vas som ger ett ljusbrunt till mörkbrunt utseende. På undersidan förekommer ljusare päls. Påfallande är tydlig avgränsade lodräta vita strimmor i ansiktet. Hudflikarna på näsan består av en hästskoformig grundform och en bladformig uppsats. De är liksom öronen bruna i mitten och gula vid kanten. Pälsen fortsätter på underarmarnas ovansida. Artibeus gnomus har svarta flygmembran. I varje käkhalva finns 2 framtänder, 1 hörntand, 2 premolarer och 2 molarer, alltså 28 tänder i tanduppsättningen.

## Ekologi
Grupper med två till åtta individer vilar under blad av Monstera lechleriana, bananväxter eller palmer. Kanske förändras bladen så att de liknar ett tält. Dräktiga honor och honor med aktiva spenar hittades under olika månader i olika regioner. Antagligen har arten två parningstider.
Artibeus gnomus lever på frukter och insekter och trivs i många typer av djungelskog (Emmons and Feer, 1997).

## Hot
Beståndet påverkas regionalt av skogsröjningar. Arten dokumenteras sällan, troligtvis på grund av levnadssättet i trädkronor. Artibeus gnomus har en stor utbredning och en bra anpassningsförmåga. IUCN kategoriserar arten globalt som livskraftig.